# Dachsberg
Dachsberg es un municipio en el distrito de Waldshut en el sur de Baden-Wurtemberg, Alemania, que fue formado mediante la fusión de las aldeas Urberg y Wittenschwand en el norte y Wolpadingen y Wilfingen en el sur que hasta entonces habían sido independientes. Los nombres de las aldeas que en la actualidad son barrios de Dachsberg fueron mantenidos. Dachsberg es el nombre de una elevación entre los barrios Wolpadingen y Wittenschwand y antes la designación "sobre el Dachsberg" fue utilizada para toda la región. El municipio de unos 1400 habitantes está ubicado a una altitud de entre 540 y 1100 m s. n. m. sobre una altiplanicie en la Selva Negra Meridional aproximadamente 20 km al norte de Waldshut-Tiengen.

## Puntos de interés

### Museo de Minerales
La explotación minera en el norte de Dachsberg remonta hasta la Alta Edad Media. El museo de minerales en el barrio Urberg que fue abierto en 2001 está dedicado a la mina de fluorita y baritina Gottesehre (traducido: Gloria de Dios) que fue cerrada en 1987.

## Eventos

### Días de carbonera
Los Días de carbonera (nombre local: Kohlenmeilertage) tienen lugar anualmente a finales de julio, principios de agosto en el campo forestal de deportes de Dachsberg-Wolpadingen.